# Medaliści mistrzostw świata w kolarstwie torowym – wyścig ze startu zatrzymanego zawodowców
Pełna lista medalistów mistrzostw świata w kolarstwie torowym w wyścigu ze startu zatrzymanego zawodowców.

## Medaliści
| Rok i miejsce         | Złoto                 | Srebro                | Brąz                |
| --------------------- | --------------------- | --------------------- | ------------------- |
| 1895 Kolonia          | Jimmy Michael         | Henri Luyten          | Hans Hofmann        |
| 1896 Kopenhaga        | Arthur Chase          | Jack Stocks           | Franz Gerger        |
| 1897 Glasgow          | Jack Stocks           | Arthur Chase          | -                   |
| 1898 Wiedeń           | Richard Palmer        | -                     | -                   |
| 1899 Montreal         | Harry Gibson          | Hugh Mclean           | Ken Boake           |
| 1900 Paryż            | Constant Huret        | Edouard Taylor        | Émile Bouhours      |
| 1901 Berlin           | Thaddäus Robl         | Piet Dickentman       | Fritz Ryser         |
| 1902 Rzym             | Thaddäus Robl         | Émile Bouhours        | Edouard Taylor      |
| 1903 Kopenhaga        | Piet Dickentman       | Thaddäus Robl         | Alfred Görnemann    |
| 1904 Londyn           | Robert Walthour       | César Simar           | Arthur Vanderstuyft |
| 1905 Antwerpia        | Robert Walthour       | Paul Guignard         | Piet Dickentman     |
| 1906 Genewa           | Louis Darragon        | Arthur Vanderstuyft   | Jules Schwitzguébel |
| 1907 Paryż            | Louis Darragon        | Karel Verbist         | Georges Parent      |
| 1908 Berlin           | Fritz Ryser           | Eugenio Bruni         | Arthur Vanderstuyft |
| 1909 Kopenhaga        | Georges Parent        | Louis Darragon        | Nat Butler          |
| 1910 Bruksela         | Georges Parent        | Léon Vanderstuyft     | Robert Walthour     |
| 1911 Rzym             | Georges Parent        | Louis Darragon        | Jimmy Moran         |
| 1912 Newark           | George Wiley          | Elmer Collins         | Jimmy Moran         |
| 1913 Lipsk            | Paul Guignard         | Jules Miquel          | Richard Scheuermann |
| 1920 Antwerpia        | Georges Sérès         | Victor Linart         | Paul Suter          |
| 1921 Kopenhaga        | Victor Linart         | Paul Suter            | Paul Guignard       |
| 1922 Paryż            | Léon Vanderstuyft     | Paul Suter            | Gustave Ganay       |
| 1923 Zurych           | Paul Suter            | Léon Parisot          | Karl Wittig         |
| 1924 Paryż            | Victor Linart         | Georges Sérès         | Leopoldo Torricelli |
| 1925 Amsterdam        | Robert Grassin        | Jan Snoek             | Georges Sérès       |
| 1926 Mediolan/Turyn   | Victor Linart         | Gustave Ganay         | Paul Suter          |
| 1927 Kolonia          | Victor Linart         | Paul Krewer           | Walter Sawall       |
| 1928 Budapeszt        | Walter Sawall         | Henri Bréau           | Victor Linart       |
| 1929 Zurych           | Georges Paillard      | Victor Linart         | Paul Krewer         |
| 1930 Bruksela         | Erich Möller          | Georges Paillard      | Robert Grassin      |
| 1931 Kopenhaga        | Walter Sawall         | Erich Möller          | Victor Linart       |
| 1932 Rzym             | Georges Paillard      | Walter Sawall         | Erich Möller        |
| 1933 Paryż            | Charles Lacquehay     | Franco Giorgetti      | Erich Metze         |
| 1934 Lipsk            | Erich Metze           | Paul Krewer           | Edoardo Severgnini  |
| 1935 Bruksela         | Charles Lacquehay     | Erich Metze           | Georges Ronsse      |
| 1936 Zurych           | André Raynaud         | Charles Lacquehay     | Georges Ronsse      |
| 1937 Kopenhaga        | Walter Lohmann        | Ernest Terreau        | Adolf Schön         |
| 1938 Amsterdam        | Erich Metze           | Walter Lohmann        | Edoardo Severgnini  |
| 1946 Zurych           | Elia Frosio           | Jacques Besson        | Louis Chaillot      |
| 1947 Paryż            | Raoul Lesueur         | Jean-Jacques Lamboley | Jan Pronk           |
| 1948 Amsterdam        | Jean-Jacques Lamboley | Elia Frosio           | August Meuleman     |
| 1949 Kopenhaga        | Elia Frosio           | Jan Pronk             | Raoul Lesueur       |
| 1950 Liège            | Raoul Lesueur         | Jan Pronk             | Georges Sérès Jr.   |
| 1951 Mediolan         | Jan Pronk             | André Leliaert        | Henri Lemoine       |
| 1952 Paryż            | Adolph Verschueren    | Walter Lohmann        | Henri Lemoine       |
| 1953 Zurych           | Adolph Verschueren    | Roger Queugnet        | Henri Lemoine       |
| 1954 Kolonia          | Adolph Verschueren    | Jan Pronk             | Joe Bunker          |
| 1955 Mediolan         | Guillermo Timoner     | Walter Bucher         | Giuseppe Martino    |
| 1956 Kopenhaga        | Graeme French         | Guillermo Timoner     | Walter Bucher       |
| 1957 Liège            | Paul Depaepe          | Walter Bucher         | Graeme French       |
| 1958 Paryż            | Walter Bucher         | Guillermo Timoner     | Wouter Wagtmans     |
| 1959 Amsterdam        | Guillermo Timoner     | Walter Bucher         | Norbert Koch        |
| 1960 Lipsk            | Guillermo Timoner     | Martin Wierstra       | Norbert Koch        |
| 1961 Zurych           | Karl-Heinz Marsell    | Paul Depaepe          | Max Meier           |
| 1962 Mediolan         | Guillermo Timoner     | Paul Depaepe          | Leo Wickihalder     |
| 1963 Liège            | Leo Proost            | Paul Depaepe          | Robert Varnajo      |
| 1964 Paryż            | Guillermo Timoner     | Leo Proost            | Karl-Heinz Marsell  |
| 1965 San Sebastián    | Guillermo Timoner     | Romain De Loof        | Jacob Oudkerk       |
| 1966 Frankfurt        | Romain De Loof        | Ehrenfried Rudolph    | Leo Proost          |
| 1967 Amsterdam        | Leo Proost            | Romain De Loof        | Domenico De Lillo   |
| 1968 Rzym             | Leo Proost            | Piet de Wit           | Ehrenfried Rudolph  |
| 1969 Antwerpia        | Jacob Oudkerk         | Theo Verschueren      | Domenico De Lillo   |
| 1970 Leicester        | Ehrenfried Rudolph    | Theo Verschueren      | Piet de Wit         |
| 1971 Varese           | Theo Verschueren      | Jacob Oudkerk         | Domenico De Lillo   |
| 1972 Marsylia         | Theo Verschueren      | Cees Stam             | Dieter Kemper       |
| 1973 San Sebastián    | Cees Stam             | Piet de Wit           | Christian Raymond   |
| 1974 Montreal         | Cees Stam             | Theo Verschueren      | Attilio Benfatto    |
| 1975 Liège            | Dieter Kemper         | Cees Stam             | Jean Breuer         |
| 1976 Lecce            | Wilfried Peffgen      | Cees Stam             | Walter Avogadri     |
| 1977 San Cristóbal    | Cees Stam             | Wilfried Peffgen      | Pietro Algeri       |
| 1978 Monachium        | Wilfried Peffgen      | Martin Venix          | Cees Stam           |
| 1979 Amsterdam        | Martin Venix          | Wilfried Peffgen      | Cees Stam           |
| 1980 Besançon         | Wilfried Peffgen      | René Kos              | Bruno Vicino        |
| 1981 Brno             | René Kos              | Bruno Vicino          | Wilfried Peffgen    |
| 1982 Leicester        | Martin Venix          | Wilfried Peffgen      | Bruno Vicino        |
| 1983 Zurych           | Bruno Vicino          | René Kos              | Martin Havik        |
| 1984 Barcelona        | Horst Schütz          | Max Hürzeler          | Constant Tourné     |
| 1985 Bassano          | Bruno Vicino          | Danny Clark           | Werner Betz         |
| 1986 Colorado Springs | Bruno Vicino          | Constant Tourné       | Giovanni Renosto    |
| 1987 Wiedeń           | Max Hürzeler          | Danny Clark           | Werner Betz         |
| 1988 Gandawa          | Danny Clark           | Constant Tourné       | Walter Brugna       |
| 1989 Lyon             | Giovanni Renosto      | Walter Brugna         | Torsten Rellensmann |
| 1990 Maebashi         | Walter Brugna         | Peter Steiger         | Danny Clark         |
| 1991 Stuttgart        | Danny Clark           | Peter Steiger         | Arno Küttel         |
| 1992 Walencja         | Peter Steiger         | Jens Veggerby         | Antonio Fanelli     |
| 1993 Hamar            | Jens Veggerby         | Roland Königshofer    | Carsten Podlesch    |
| 1994 Palermo          | Carsten Podlesch      | Roland Königshofer    | Alessandro Tessin   |

## Tabela medalowa
| Miejsce | Państwo           |    |    |    | Razem |
| ------- | ----------------- | -- | -- | -- | ----- |
| 1.      | Francja           | 18 | 18 | 18 | 54    |
| 2.      | Niemcy            | 16 | 12 | 16 | 44    |
| 3.      | Belgia            | 15 | 18 | 11 | 44    |
| 4.      | Holandia          | 9  | 15 | 10 | 34    |
| 5.      | Włochy            | 7  | 5  | 16 | 28    |
| 6.      | Hiszpania         | 6  | 2  | 0  | 8     |
| 7.      | Wielka Brytania   | 5  | 2  | 0  | 7     |
| 8.      | Szwajcaria        | 4  | 7  | 5  | 16    |
| 9.      | Stany Zjednoczone | 3  | 2  | 5  | 10    |
| 10.     | Australia         | 3  | 2  | 3  | 8     |
| 11.     | Dania             | 1  | 1  | 0  | 2     |
| 12.     | Austria           | 0  | 2  | 0  | 2     |
| 13.     | Austro-Węgry      | 0  | 0  | 1  | 1     |